# 科爾溫灣足球會
53°16′56.16″N 3°41′58.70″W / 53.2822667°N 3.6996389°W
科爾溫灣足球會（Colwyn Bay Football Club；Welsh: Clwb Pel-Droed Bae Colwyn ）是一支位於威爾斯Old Colwyn的職業足球會，目前Cymru North角逐。

## 外部連結
- 官方网站